# Petr Fuksa
Petr Fuksa, född 28 september 1969 i Nymburk, Tjeckien, är en tjeckisk kanotist.
Han tog bland annat VM-guld i C-4 200 meter i samband med sprintvärldsmästerskapen i kanotsport 1998 i Szeged.